# ロドニー・ミューレン
ロドニー・ミューレン (John Rodney Mullen、1966年8月17日-)は、はアメリカ合衆国フロリダ州ゲインズビル出身のスケートボーダー。多くのプロスケーターから「スケートボードの発展に最も大きな影響を与えた」と評され、ステイシー・ペラルタ、トニー・ホーク、ダニー・ウェイ、マーク・ゴンザレスらとともにスケートボードの歴史に名を残すカリスマである。後に定番となった数々のトリックを考案し、スケートボードを始めて30年以上になる現在においても新作ビデオ発表のたびに難易度の高い新トリックを披露する。特にフリースタイルスケートの世界では不世出の天才であり、実力、実績、人気の全てにおいて飛び抜けている。また、スケートボード用具の形状やサイズ、材質の改良に多大な貢献をした。
プロスケートボーダー一覧も参照のこと

## 少年期
ロドニーの父親は厳格で、スケートボードをしたいという彼の強い希望はなかなか認められなかった。1976年、10歳の頃「1度でも怪我をしたら止める」という約束を結び、最初のスケートボードを与えられた。その為、彼の少年時代の映像ではプロテクターをフル装着した姿が見られる。その後、ヴァート・ランプ内で転倒し前歯を2本折ったが、ヴァート禁止を言い渡されただけで済んでいる（ちなみに父親は歯科医だった）。
スケートボードを始めて1年も経たないうちに、ローカルのフリースタイルスケートの大会で3位に入賞、それを見たウォーカースケートボードからのスポンサーを受け、1977年、わずか11歳でプロスケーターとなった。
その後、フロリダ州内の農場地帯への引越しをきっかけに、自宅のガレージでフラットランドテクニックを徹底的に磨く日々を過ごした。後年のロドニー曰く「13、14歳のこの頃が最もクリエイティブな時期だった」。
その後、フリースタイルの大会に次々にエントリー、14歳にして当時の世界チャンピオンだったスティーブ・ロッコを破る。これによってドリームチームとして有名だったボーンズ・ブリゲイドのメンバーに迎えられることとなった。

## フリースタイルの王者
10代後半から20代前半にかけて、35の大会にエントリーし34勝を飾った。同じチームのパー・ウェリンダーに1度負けただけという、圧倒的なスケーティングを見せる。この間、観衆の前で次々に新しいトリックを披露していく。
1989年、ボーンズ・ブリゲイドを離れ、ロッコの立ち上げたワールド・インダストリーズに加わった。

## ストリートへ
1990年頃にフリースタイルスケートが衰退し、彼もストリートに活路を求めていくことになる。
1991年にマイク・タナスキーが立ち上げたPlan Bに加わる。タナスキーはワールド・インダストリーズのサン・ディエゴでのマーケティングを担当していた人物で、ペラルタやロッコの指導でも出来なかった、ロドニーのストリートスタイルへの順応に積極的に取り組んだ。その結果、ロドニーが見せたスケーティングは、フリースタイルとストリートの融合した新境地とも言える見事なものだった。オーソドックスなストリートトリックに独自の解釈を加え、またトリプルキックフリップ、キックフリップ・アンダーフリップ、キャスパースライドなどの極めて難易度の高いトリックを見せた。この影響により、ストリートスケートにもテクニカルな方向性がはっきりと示されることとなった。
彼の代名詞の一つとも言える特徴的なトリック、ダークスライドが編み出されたのもこの頃である。
1993年、タナスキーが交通事故で急死。ロドニーは自らのスケートを進化させたタナスキーを恩人として慕っていた為、大きなショックを受けたが、やがて自らのチームA-teamを立ち上げてPlan B及びワールド・インダストリーズを離脱。Plan Bはチームメンバーだったコリン・マッケイとダニー・ウェイに譲渡された（数年で消滅し、2005年に復活）。Plan Bには他にもマイク・キャロルやリック・ハワードといった錚々たるスケーターが揃っていたが、彼らもGirlなどのチームを作り独立していく。
A-teamは数年で解散してしまうが、この時の多くのメンバーとは高い評価を得た「Globe - Opinion」で後に競演。また、デーウォン・ソンとの３本の「vs.」シリーズも人気を得た。
特に1990年代後半からの各作品において、長年培ってきたテクニックの集大成とも言える驚異的なスケーティングを見ることができる。
2000年、A-teamのメンバーだったマーク・ジョンソンのEnjoiに参加するもしばらくして離脱。

## 現在
オールモストに所属。同年代のプロスケーターの多くが怪我や体力の衰えなどで一線から離れていく中、現在もスケート技術の追求を続けている。これはフラットランドの比重の高いスケートスタイルが、後遺症の残るような大怪我に繋がらなかったことが大きい（何度も重傷を負ったダニー・ウェイは米国で認可されない程の特殊な形成手術を海外で受けている）。また、デッキやトラックの製造技術の開発やデザインにも深く関わる。以前から用具の開発には積極的で、かなり早い時期から現在のストリートの形に近いデッキを率先して使用していた。これはフリースタイルのトリックを行うには形状、サイズともに非常に不都合だが、彼を見ている限りは微塵も感じられない。
近年、フリースタイルスケートの人気が緩やかに盛り上がりつつあり、彼の功績、技術が再評価されている。
Skateboard Directoryでは、トニー・ホーク、エリック・コストン、ジェフ・ローリーと共にトップページから目次がリンクされていることからも人気の高さが窺える。
2002年、TransWorld SKATEboarding MagazineによるThe Reader's Choice Awardを受賞。
2002年、Globeによるワールド・インダストリーズ買収の橋渡しをした。
2003年、自伝「ザ・マット」(The Mutt : HOW TO SKATEBOARD AND NOT KILL YOURSELF)を執筆。
2007年、スタンスをレギュラーからグーフィーに突然の変更。怪我が理由とも噂されたが、実際は本人の思いつきによるものらしい。彼はフェイキー（もしくはスイッチ）の評価を初期に定義づけた存在でもあるが、本格的にスタンス自体を変更することはプロスケーターとして極めて異例と言える。常に新しい技術の習得に執心してきた彼らしいチャレンジではある。

## 考案したトリック
無数の新しいトリックを考案した。
その中でも代表的なものを列挙する。()内の数字は考案した年。
- 540ショウビット(1979)
- ヘリポップ(1980)
- 50/50キャスパー(1980)
- フラットランドオーリー(1981)
- キックフリップ(1982)
- ヒールフリップ(1982)
- インポッシブル(1982)
- 360キックフリップ(1983)
- 360プレッシャーフリップ(1983)
- ハーフキャブキックフリップ(1983)
- ワンフットオーリー(1984)
- バックサイド180キックフリップ(1984)
- エアウォーク(1986)
- ノーズボーン
- ノーコンプライ
- フィンガーフリップ
- フロントサイドヒールフリップショウビット(1988)
- ヴァリアルヒールフリップ(1990)
- ヘリポップヒールフリップ(1990)
- キックフリップ・アンダーフリップ(1992)
- キャスパースライド(1992)
- ダークスライド(1992)
- セミフリップ(1993)

## 代表的な出演作品
- Powell Peralta : The Bones Brigade Video Show (1984)
- Powell Peralta : Future-Primitive (1985)
- Powell Peralta : The Search for Animal Chin (1986)
- Powell Peralta : Public Domain (1988)
- World Industries: Rubbish Heap (1989) ･･･ ジェレミー・クラインがロドニーのフリースタイルデッキを折り、ストリートデッキを渡す象徴的なシーンがある[7]
- Plan B : Questionable Video (1992)
- Plan B : Virtual Reality (1993)
- Plan B : Second Hand Smoke (1995)
- Rodney Mullen vs. Daewon Song (1997)
- Rodney Mullen vs. Daewon Song Round 2 (1999)
- Globe : Opinion (2001)
- Almost : Round Three (2004) ･･･デーウォン・ソンとの競演3作目